# 훈몽자회

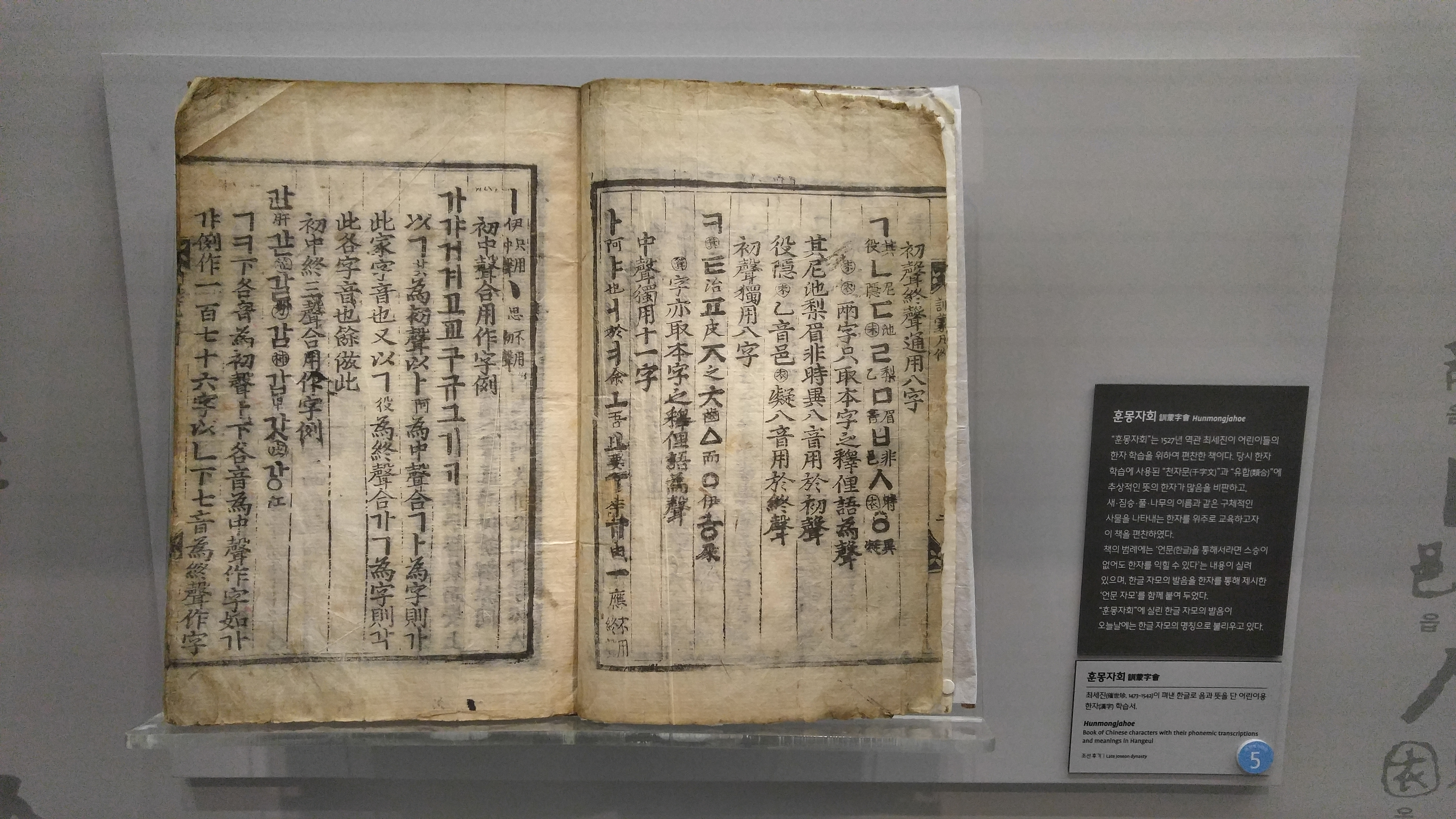
국립한글박물관에 전시된 훈몽자회

《훈몽자회》(訓蒙字會)는 조선 시대의 역관이자 중국어학의 대가인 최세진이 1527년(중종 22)에 어린학동들을 위해 쓴 한자 학습서이다.

## 한글 보급에 공헌
당시 사용된 한자학습서인 《천자문》 등은 고사와 추상적인 내용이 많아 어린이들이 배우기 어려운점이 있었는데, 이 책은 생활 주변에서 흔히 접할 수 있는 사물에 관한 글자들을 수록함으로 이런 문제를 해결하였다. 수록된 한자는 모두 3,360자인데 그 뜻과 음을 훈민정음을 사용해서 달아 놓았기 때문에 훈민정음(한글) 보급에도 일조를 했으며 오늘날 이르러서는 훈민정음 고어(古語) 연구에 귀중한 자료가 되고 있다. 출판에 사용되었던 목판은 현재 부산대학교 박물관에 보관되어있으며 부산광역시의 유형문화재 제166호로 지정되어 있다.

## 한글 낱자 이름의 최초 수록
훈민정음을 만들던 당시에 한글 낱자들을 무엇이라 불렀는지는 분명하지 않다. 이 책에는 ‘기역, 니은, ……’등의 이름으로 기록되어 있는데, 이로 인해 최세진이 한글낱자의 이름을 지은 당사자로 추정은 되나 정확한것은 알 수 없으며, 다만 《훈몽자회》는 한글 낱자의 이름이 수록된 최초의 문헌이다.

## 16세기 중세국어 연구 자료
이 책에서는 훈민정음을 '반절(反切)'이라 칭하였고, 'ㆆ (여린 히읗)'을 실제 소리에서 없애고, 받침은 'ㄱ·ㄴ·ㄷ·ㄹ·ㅁ·ㅂ·ㅅ·ㅇ'의 8자로 한정했다.
이 책은 초종성 통용팔자(初終聲通用八字)로 'ㄱ(기역/其役)·ㄴ(니은/尼隱)·ㄷ(디귿/池末)·ㄹ(리을/梨乙)·ㅁ(미음/眉音)·ㅂ(비읍/非邑)·ㅅ(시옷/時衣)·ㆁ(ᅌᅵ으ᇰ/異凝)'을 들었고, 초성독용팔자(初聲獨用八字)로는 'ㅋ(키/箕)·ㅌ(티/治)·ㅍ(피/皮)·ㅈ(지/之)·ㅊ(치/齒)·ㅿ(ᅀ/而)·ㅇ(이/伊)·ㅎ(히/屎)'로 규정하였다.
한자는 뜻과 관계없이 소리만 빌려서 해당 자모의 첫소리와 끝소리를 나타내도록 하였고, 알맞은 한자음이 없는 경우에는 새김으로 읽도록 하였다. (예를 들어 시옷에 해당하는 한자 衣는 원본에서 동그라미를 쳐서 뜻인 '옷'으로 읽게 하였고, 末도 귿(끝)으로 읽게 하였다)

## 판본
- 1527년 초간본(약칭 에이산본(叡山本)): 을해자(乙亥字)로 교토(京都) 히에이 산(比叡山)의 에이산 문고(叡山文庫)에 보관
- 도쿄 대학본(東京大学本): 도쿄 대학 중앙 도서관(中央図書館)에 보관
- 존경각본(尊經閣本): 일본 존경각 문고 소장
- 규장각본(奎章閣本): 서울대학교 규장각 도서
- 범문사본(汎文社本): 범문사 간행본
- 낙예본(洛汭本): 동국대, 고려대 보관
- 미만본(瀰漫本)

## 참고 자료
- 박영준外 3인 공저  <우리말의 수수께끼> 김영사

## 같이 보기
- 훈몽자회 책판
- 훈민정음
- 최세진 (조선)